# Motomondiale

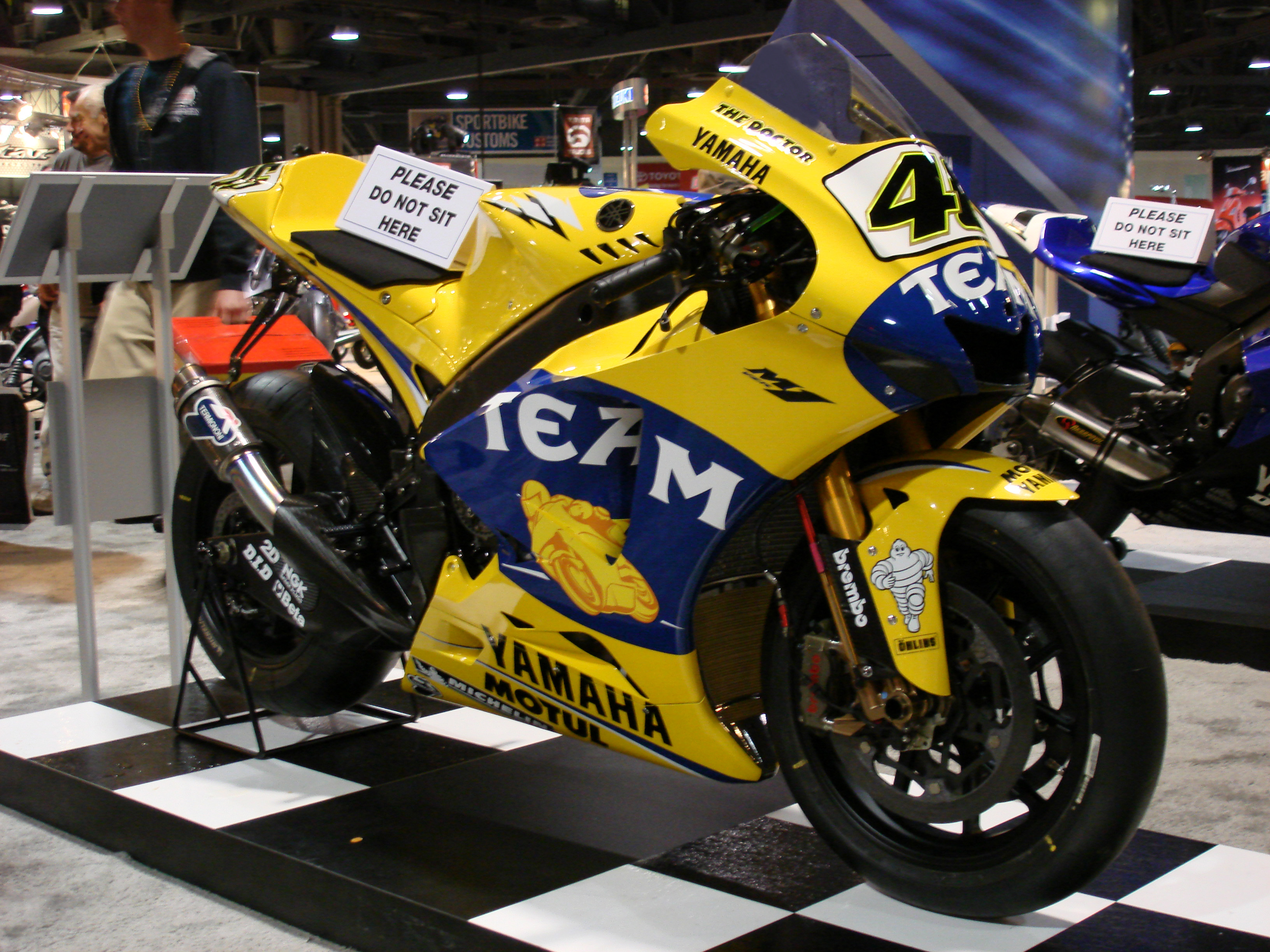
La Yamaha YZR-M1, moto guidata nel campionato MotoGP 2006 da Valentino Rossi.

Il Campionato del mondo di velocità, anche noto come motomondiale, è la serie di corse motociclistiche più importante del mondo, suddiviso nei vari Gran Premi che si disputano in diversi circuiti sparsi nel globo.
Le moto da gran premio sono prototipi da competizione, motociclette sviluppate specificamente per le corse che non sono disponibili sul mercato né possono essere guidate legittimamente sulle strade pubbliche; questa caratteristica contrappone il motomondiale alle altre categorie di corse motociclistiche, come la Superbike, che utilizza versioni modificate di moto acquistabili da qualsiasi concessionario.

## Le classi
È attualmente divisa in quattro categorie, in base alla cilindrata e al tipo di motore:
- MotoE: con motore elettrico, disputata dal 2019.
- Moto3: fino a 250 cm³ con motore a quattro tempi monocilindrico, disputata dal 2012.
- Moto2: fino a 765 cm³ con motore a quattro tempi fornito a tutte le squadre dalla Triumph, disputata dal 2010 (dal 2010 al 2018 come motore è stato utilizzato un 600 cm³ quattro tempi fornito dalla Honda);
- MotoGP: fino a 1000 cm³ con motore obbligatoriamente a quattro tempi, disputata dal 2002 (nel periodo 2002 - 2006 fino a 990 cm³ con motore a quattro tempi o fino 500 cm³ con motore a 2 T; dal 2007 fino 800 cm³; dal 2012 fino 1000 cm³).

Le classi soppresse:
- Classe 50: moto fino a 50 cm³ con motore a 2 o 4 tempi, disputata dal 1962 fino al 1983;
- Classe 80: moto fino a 80 cm³ con motore a 2 o 4 tempi, disputata dal 1984 fino al 1989;
- Classe 125: moto fino a 125 cm³ con motore monocilindrico (unico frazionamento consentito dal 1988) a 2 o 4 tempi, disputata dal 1949 (dal 2005 Under 28) fino al 2011;
- Classe 250: moto fino a 250 cm³ con motore mono o bicilindrico a 2 o 4 tempi, disputata dal 1949 fino al 2009;
- Classe 350: moto fino a 350 cm³ con motore a 2 o 4 tempi, disputata dal 1949 fino al 1982;
- Classe 500: moto fino a 500 cm³ con motore a 2 o 4 tempi, disputata dal 1949 fino al 2001;
- Formula 750: moto fino a 750 cm³ con motore a 2 o 4 tempi, disputata dal 1977 fino al 1979;
- Thunderbike Trophy: moto derivate dalla serie da 600 cm³ con motori a quattro tempi con quattro cilindri, disputata nel 1995 e 1996;
- Classe sidecar: Per i primi due anni (1949 e 1950) moto fino a 600 cm³, poi fino a 500 cm³ con motore a 2 o 4 tempi, disputata dal 1949 fino al 1996, poi viene esclusa dal motomondiale diventando campionato Superside;

## Il primo Campionato mondiale
Il Campionato mondiale di velocità venne istituito dalla "Federazione Internazionale dei Club Motociclistici", al termine della stagione sportiva del 1948, rinominando il precedente Campionato motociclistico d'Europa, con l'intento di attirare case e piloti d'oltreoceano.
Il campionato Mondiale della motocicletta iniziò con il Tourist Trophy sull'Isola di Man il 13 giugno 1949. Le marche più importanti in competizione erano le inglesi AJS, Triumph e Norton contro le italiane Mondial, Benelli, Moto Guzzi e Gilera.
Le categorie in gara erano la 125, la 250, la 350, la 500 ed i sidecar (quest'ultima esce dal motomondiale diventando Superside nel 1997). Nel primo Gran Premio non gareggiarono però la Classe 125 e i sidecar che iniziarono il mondiale solo con la seconda prova, il GP di Svizzera.
Durante questo primo anno le gare furono 6, oltre che sull'Isola di Man si corse anche in Svizzera, Paesi Bassi, Belgio, Irlanda del Nord e Italia.
La classifica finale del primo campionato del mondo vide fregiarsi della corona d'alloro, nelle 125 Nello Pagani alla guida di una Mondial, nella 250 Bruno Ruffo su Moto Guzzi, nella 350 Freddie Frith su Velocette e nella 500 Leslie Graham su AJS.
Sin dal primo anno di vita del motomondiale si misero in luce i piloti italiani, in particolare Nello Pagani, Bruno Ruffo, Carlo Ubbiali e Umberto Masetti: quest'ultimo vinse il titolo nella 500 nel 1950 con la Gilera. Masetti, con la conquista del titolo anche nel 1952, divenne il primo divo del motociclismo.

## Svolgimento dei Gran Premi
I weekend di gara si svolgono sempre su tre giorni, generalmente dal venerdì alla domenica. L'unica eccezione è stata il Gran Premio d'Olanda, che fin dalla sua nascita nel 1949 si disputava dal giovedì al sabato, scalando indietro di un giorno il programma; tuttavia, dall'edizione 2016 anche questa prova si è allineata alle altre. Dal 2004 al 2007 anche il weekend del Gran Premio del Qatar, unico Gran Premio a disputarsi in notturna, si disputava dal giovedì al sabato, per allinearsi anch'esso dall'edizione successiva.
La struttura del weekend varia leggermente tra le classi del Motomondiale:
- Moto3 e Moto2: due sessioni di prove libere il venerdì (una al mattino e una al pomeriggio), una sessione di prove libere il sabato mattina, la sessione di qualifiche il sabato pomeriggio, una sessione di warm up la domenica mattina prima della gara e infine la gara;
- MotoGP: due sessioni di prove libere il venerdì (una al mattino e una al pomeriggio), una sessione di prove libere seguita da una sessione di qualifiche il sabato mattina, la gara sprint il sabato pomeriggio, una sessione di warm up la domenica mattina e infine la gara la domenica pomeriggio;
- MotoE: due sessioni di prove libere il venerdì (una al mattino e una al pomeriggio) seguita da due sessioni di qualifiche a giro secco il venerdì pomeriggio e due gare il sabato (una al mattino e una al pomeriggio).

Tradizionalmente, la domenica viene corsa per prima la gara di Moto3, seguita da quella di Moto2 e da quella di MotoGP; nei weekend in cui corre anche la Formula 1, per evitare sovrapposizioni, la gara di MotoGP viene corsa prima di quella di Moto2.

## Sistema di punteggio
Per ogni Gran Premio, ai primi 15 piloti classificati delle singole classi vengono assegnati dei punti in ordine decrescente che sommati, alla fine della stagione, designano il campione mondiale della classe d'appartenenza. In caso di parità di punteggio, il pilota con il maggior numero di vittorie (o, in caso di ugual numero di vittorie, di secondi posti, di terzi posti e così via) viene proclamato campione.
Per l'assegnazione dei punti relativi al titolo costruttori ci si basa sempre sul punteggio assegnato ai piloti, ma si sommano solo i punti conquistati dal migliore piazzamento per gara di ogni scuderia. Per l'assegnazione dei punti relativi al campionato scuderie, invece, si sommano i punteggi conseguiti dai piloti della scuderia.

### Punteggio in vigore
Dal 1993 si utilizza questo criterio d'assegnazione:
| Posizione | 1º | 2º | 3º | 4º | 5º | 6º | 7º | 8º | 9º | 10º | 11º | 12º | 13º | 14º | 15º |
| Punti     | 25 | 20 | 16 | 13 | 11 | 10 | 9  | 8  | 7  | 6   | 5   | 4   | 3   | 2   | 1   |

Nel 2023 vengono introdotte le gare sprint, che si corrono il sabato pomeriggio su metà della distanza ufficiale di gara. Vengono assegnati punti ai primi 9 classificati secondo la tabella seguente:
| Posizione | 1º | 2º | 3º | 4º | 5º | 6º | 7º | 8º | 9º |
| Punti     | 12 | 9  | 7  | 6  | 5  | 4  | 3  | 2  | 1  |

### Punteggi del passato
Nel 1992 il sistema di punteggio era il seguente:
| Posizione | 1º | 2º | 3º | 4º | 5º | 6º | 7º | 8º | 9º | 10º |
| Punti     | 20 | 15 | 12 | 10 | 8  | 6  | 4  | 3  | 2  | 1   |

Dal 1988 al 1991 si è utilizzato questo criterio per l'assegnazione del punteggio, che differenzia da quello attuale per il punteggio delle prime tre posizioni.
| Posizione | 1º | 2º | 3º | 4º | 5º | 6º | 7º | 8º | 9º | 10º | 11º | 12º | 13º | 14º | 15º |
| Punti     | 20 | 17 | 15 | 13 | 11 | 10 | 9  | 8  | 7  | 6   | 5   | 4   | 3   | 2   | 1   |

Dal 1969 al 1987 si è utilizzato questo criterio per l'assegnazione del punteggio, che differenzia da quello precedente, perché in questo caso vengono premiati i primi 10. Nella classe 750, per il solo 1979, le gare si articolarono in due manche ed entrambe davano diritto al punteggio pieno.
| Posizione | 1º | 2º | 3º | 4º | 5º | 6º | 7º | 8º | 9º | 10º |
| Punti     | 15 | 12 | 10 | 8  | 6  | 5  | 4  | 3  | 2  | 1   |

Dal 1950 al 1968 si è utilizzato questo criterio per l'assegnazione del punteggio, che differenzia da quello precedente, perché in questo caso vengono premiati i primi 6.
| Posizione | 1º | 2º | 3º | 4º | 5º | 6º |
| Punti     | 8  | 6  | 4  | 3  | 2  | 1  |

Per il primo anno del motomondiale (1949) si è utilizzato questo criterio per l'assegnazione del punteggio, dove vengono premiati i primi 5 e l'autore del giro più veloce.
| Posizione | 1º | 2º | 3º | 4º | 5º | Giro veloce |
| Punti     | 10 | 8  | 7  | 6  | 5  | 1           |

### La regola dei migliori piazzamenti
Dal 1949 al 1976 è stato posto un limite ai risultati validi, decidendo all'inizio del campionato il numero dei migliori piazzamenti che ogni pilota poteva assommare: e tale numero, variato più volte da 3 a 7, risultava all'incirca eguale o inferiore ai due terzi delle gare in calendario.
Questa norma era tesa a salvaguardare il primario aspetto agonistico del campionato, premiando maggiormente le vittorie rispetto ai piazzamenti. Infatti negli anni cinquanta e anni sessanta erano particolarmente frequenti i ritiri causati da guasti al mezzo meccanico che limitavano i risultati validi: si voleva quindi evitare che con una serie di dignitosi piazzamenti, favoriti dagli altrui ritiri, si potesse vincere il campionato senza aver mai vinto una gara. Dal 1977 in poi, quando le frequenti rotture meccaniche erano diventate un ricordo del passato, la federazione decise di dare validità a tutti i risultati ottenuti. Fece eccezione la stagione 1991, nella quale vennero scartati i due peggiori risultati di ogni pilota.
Va segnalata una regola sperimentale, adottata solamente per il 1976, con la quale venivano considerati i migliori 6 piazzamenti: avendo suddiviso il campionato in due metà, erano ritenuti validi i migliori 3 risultati nelle prime cinque gare e i migliori 3 nelle ultime cinque gare della stagione.

## Donne nel motomondiale
La presenza femminile tra i piloti del motomondiale è stata piuttosto esigua ed episodica. Prima fra tutte fu la britannica Beryl Swain, che partecipò al Tourist Trophy 1962, arrivando ventiduesima nella classe 50 (su 25 arrivati al traguardo). Per rivedere una donna correre nel Mondiale si dovrà attendere la statunitense Gina Bovaird che partecipò nelle stagioni 1981 e 1982 nelle classi 125 e 500. È l'unica donna ad aver gareggiato nella classe 500.
Sei anni più tardi è la volta della finlandese Taru Rinne, che partecipò dalla stagione 1987 a quella del 1991 nella classe 125, dove divenne la prima donna a conquistare punti nel mondiale. Nella stessa classe gareggiò la giapponese Tomoko Igata, che corse nelle stagioni 1992, 1994 e 1995.
Le altre concorrenti femminili furono l'italiana Daniela Tognoli, le tedesche Katja Poensgen e Nina Prinz, le ceche Markéta Janáková e Andrea Touskova, l'ungherese Nikolett Kovács, la giapponese Shizuka Okazaki, l'australiana Candice Scott e le spagnole Elena Rosell, Ana Carrasco e María Herrera.

## I circuiti utilizzati
I circuiti della stagione in corso sono in grassetto.
| Circuito                      | Nazione           | Tracciato | Configurazione precedente |
| ----------------------------- | ----------------- | --------- | ------------------------- |
| Abbazia                       | Croazia           |           |                           |
| Albi                          | Francia           |           |                           |
| Anderstorp                    | Svezia            |           |                           |
| Aragon                        | Spagna            |           |                           |
| Assen                         | Paesi Bassi       |           |                           |
| Austin                        | Stati Uniti       |           |                           |
| Bremgarten                    | Svizzera          |           |                           |
| Brno                          | Rep. Ceca         |           |                           |
| Buenos Aires                  | Argentina         |           |                           |
| Catalunya                     | Spagna            |           |                           |
| Clady                         | Irlanda del Nord  |           |                           |
| Clermont-Ferrand              | Francia           |           |                           |
| Clypse Course                 | Isola di Man      |           |                           |
| Daytona                       | Stati Uniti       |           |                           |
| Donington                     | Regno Unito       |           |                           |
| Dundrod                       | Irlanda del Nord  |           |                           |
| Eastern Creek                 | Australia         |           |                           |
| Estoril                       | Portogallo        |           |                           |
| Fiume                         | Croazia           |           |                           |
| Fuji                          | Giappone          |           |                           |
| Ginevra                       | Svizzera          |           |                           |
| Goiânia                       | Brasile           |           |                           |
| Hedemora                      | Svezia            |           |                           |
| Hockenheim                    | Germania          |           |                           |
| Hungaroring                   | Ungheria          |           |                           |
| Imatra                        | Finlandia         |           |                           |
| Imola                         | Italia            |           |                           |
| Indianapolis                  | Stati Uniti       |           |                           |
| Interlagos                    | Brasile           |           |                           |
| Istanbul                      | Turchia           |           |                           |
| Jarama                        | Spagna            |           |                           |
| Jerez                         | Spagna            |           |                           |
| Johor                         | Malaysia          |           |                           |
| Karlskoga                     | Svezia            |           |                           |
| Kristianstad                  | Svezia            |           |                           |
| Kyalami                       | Sudafrica         |           |                           |
| Laguna Seca                   | Stati Uniti       |           |                           |
| Le Mans                       | Francia           |           |                           |
| Losail                        | Qatar             |           |                           |
| Magny-Cours                   | Francia           |           |                           |
| Misano Adriatico              | Italia San Marino |           |                           |
| Montjuïc                      | Spagna            |           |                           |
| Monza                         | Italia            |           |                           |
| Mosport                       | Canada            |           |                           |
| Motegi                        | Giappone          |           |                           |
| Mountain Course               | Isola di Man      |           |                           |
| Mugello                       | Italia            |           |                           |
| Nogaro                        | Francia           | Nogaro    |                           |
| Nürburgring                   | Germania          |           |                           |
| Paul Ricard                   | Francia           |           |                           |
| Phillip Island                | Australia         |           |                           |
| Rio de Janeiro                | Brasile           |           |                           |
| Rouen                         | Francia           |           |                           |
| Sachsenring                   | Germania          |           |                           |
| Salisburgo                    | Austria           |           |                           |
| San Carlos                    | Venezuela         |           |                           |
| Schottenring                  | Germania          |           |                           |
| Sentul                        | Indonesia         |           |                           |
| Sepang                        | Malaysia          |           |                           |
| Shah Alam                     | Malaysia          |           |                           |
| Shanghai                      | Cina              |           |                           |
| Silverstone                   | Regno Unito       |           |                           |
| Solitude                      | Germania          |           |                           |
| Spa                           | Belgio            |           |                           |
| Suzuka                        | Giappone          |           |                           |
| Tampere                       | Finlandia         |           |                           |
| Termas de Río Hondo           | Argentina         |           |                           |
| Valencia                      | Spagna            |           |                           |
| Welkom                        | Sudafrica         |           |                           |
| Zeltweg/A1 Ring/Red Bull Ring | Austria           |           |                           |
| Zolder                        | Belgio            |           |                           |